# Douglas Melin
Douglas Edvard Melin, född 4 oktober 1895 i Göteborg, död 29  mars 1946 i Uppsala, var en svensk zoolog men även boxare och friidrottare (stående längdhopp och stående höjdhopp). 
Douglas Melin var son till grosshandlaren Ernst Waldemar Melin och sonson till Olof Melin. Han växte huvudsakligen upp hos farfadern i Göteborg och Djursholm och under gymnasietiden bodde han hos en släkting i Skara. Efter studentexamen vid Skara högre allmänna läroverk 1914 blev han student vid Uppsala universitet, blev 1917 filosofie kandidat med zoologi som huvudämne, 1921 filosofie licentiat och 1923 filosofie doktor. År 1923 blev han docent i entomologi och 1927 i zoologi vid Uppsala universitet. Melin blev under studietiden även reservofficer, 1916 fänrik, 1919 underlöjtnant, 1921 löjtnant och 1938 kapten vid Älvsborgs regementes reserv.

## Resor i Sydamerika
Han var knuten till Zoologiska institutionen vid Uppsala Universitet och ledde Svenska Amazonasexpeditionen 1923–1925. Melin reste med bland annat två svenskar, Arthur Vilars och Per Abraham Roman. Resan gick längs Rio Negro under december 1923. De anlade ett basläger nära missionsstationen Taracua i januari 1924. Detta läger låg längs Rio Vaupés (Uaupes) som rinner ut i Rio Negro. Längs floden och dess bifloder lever flera Ttucanotalande ursprungsfolk, bland annat tucano, tariana m.fl. samt så kallade "skogsfolk" som talar helt andra språk och som sammanförts under beteckningen macú (maku). Theodor Koch-Grünberg har beskrivit flera av dessa folk som lever längs Rio Vaupés. De mötte flera missionärer, bland annat Petrus Kok.
Roman lämnade expeditionen i april 1924 och återvände till Sverige. Under maj och juli reste Melin vidare på egen hand längs Vaupes och Rio Papury över gränsen till Colombia eftersom Vilars hade blivit sjuk. Vilars dog i febersjukdom i juni 1924.
I december 1924 reste Melin vidare till Peru och hade då sällskap av etnografen Hermann Dengler från Stuttgart som kom från en annan expedition med bland annat Theodor Koch-Grünberg. Melin och Dengler hade träffats i Manaus.
Det finns fotografier och samlingar från expeditionen på Världskulturmuseet, Göteborg. Natursamlingarna finns på Naturhistoriska riksmuseet.
Samlingarna fördelades mellan Uppsala Universitet och Naturhistoriska riksmuseet. Melin bearbetade själv bland annat groddjur och en del insekter. Han skrev även om mimicry, och kritiserades Darwins selektionsteori.
Flera arter har blivit uppkallade till hans ära såsom fiskarna Rineloricaria melini och Corydoras melini.

## Friidrott
Som friidrottare tävlade han för klubben Upsala Studenters IF och vann SM i stående längdhopp åren 1916 till 1919 samt år 1921. Vid de olympiska spelen i Stockholm 1912 kom han på fjortonde plats i stående längdhopp.
Douglas Melin är begravd på Norra begravningsplatsen utanför Stockholm.